# 水神祭
- 水神のための祭のこと。
- 競艇においての行事のこと。本項で詳述。

水神祭（すいじんさい）とは、競艇において、初勝利や節目の勝利を挙げた競艇選手が、水面に投げ込まれる行事のことである。

## 概要
選手の節目節目のお祝いとして行われる行事であり、基本的にはお祝いを受ける選手が同県同支部の選手や同期の選手の手によって水面に投げ込まれる。
基本的な実施基準としては、次のとおり。
- デビューして初めての1着[2]・初優勝・初優出（初めて優勝戦に進出すること）
- SGやGIの様な大きなレースでの初1着・初優勝[3]
- 1000勝・2000勝等の節目の勝利
- 引退式等

最短での水神祭は、BOATRACE殿堂入り第1号の今村豊のデビュー戦(1981年5月7日)。
1982年のMB記念では、当時すでにSGで6優勝を果たした彦坂郁雄が水神祭を行っていた映像も残っており、節目のレースだけではなくビッグタイトルを獲得した時にも水神祭が行われていた。
また、ボートレーサー養成所でもリーグ戦や修了記念競走で優勝した選手（養成所チャンプ）に対して同様の行事が行われている。
水神祭が行われる場所は水面に面したピットの端の部分、もしくは救助艇などで競争水面に出て舟の上から水面に投げる場合もある。ファンサービスとして観客の前で行う事もある。
水神祭のスタイルとしては、お祝いを受ける選手が他の選手達に持ち上げられてうつ伏せの状態になり、その姿勢から水面に向かって投げ込まれる「ウルトラマンスタイル」が主流であるが、他のスタイルもある。水神祭は投げ込まれた選手は勿論の事、投げた選手も数人は水面に落ちるシーンが有る。